# Dii
I Dii (o Dioi) erano una popolazione tracia che viveva tra il fiume Nestos e i monti Rodopi.
Essi erano conosciuti per la loro grande abilità nel combattimento e per la loro ferocia.
Un gruppo di Dii fu ingaggiato come mercenari da Alcibiade per la spedizione Siciliana, ma quando furono ingaggiati la campagna era già fallita ed essi dovettero fare una vera e propria Anabasi per tornare in Tracia, e appunto durante il loro ritorno attuarono una delle più grandi atrocità della Guerra del Peloponneso mentre attraversavano la Beozia uccisero ogni cosa che respirasse sul loro cammino (compresi animali) e a loro volta incrociarono la cavalleria beota che respinsero con successo.
Questo ci viene narrato da Tucidide:
tattica.»
(Tucidide)
Erano i migliori soldati che il re Sitalce avesse a disposizione nel suo esercito, essi infatti erano incorporati nell'esercito Odrisio come mercenari o volontari.

## Fonti
- Tucidide, La guerra del Peloponneso